# ファシスト・マニフェスト
ファシスト・マニフェストまたはファシスト宣言（伊: Il manifesto dei fasci di combattimento、英: The Manifesto of the Fasci of Combat）は、イタリアのファシズム運動創設者の政治的立場の最初の宣言である。この宣言は国家サンディカリストのアルチェステ・デ・アンブリスと、未来派運動の指導者であるフィリッポ・トンマーゾ・マリネッティによって書かれ、1919年に出版された 。

## 内容
ファシスト・マニフェストは、1919年6月6日にイタリアの新聞『イル・ポーポロ・ディターリア』(en)によって出版された。この宣言はファシストの目標や方針を、政治的、社会的、軍事的、財政的の4つの分野に分けて記述した。政治的には従来の国王特権縮小と普通選挙推進による共和主義、経済的には労働条件向上と富裕層への課税強化などの社会民主主義的政策、政府運営的には労働者の参加を推進するコーポラティズム、軍事的には軍備強化と軍需産業国営化などの国家主義、などが特徴である。
- 政治的な要求
  - 地域を基盤とした普通選挙
  - 地域を基盤とした比例代表制選挙
  - 選挙権および被選挙権の女性参政権（当時は他の大半のヨーロッパ諸国では反対されていた）
  - 経済部門で新設する国民会議(National Council)を政府レベルの組織とする
  - イタリアの上院の廃止（当時は富裕層により選挙される過程を経たが、実際には王により直接指名され、1種の王権議会とされていた。）
  - 労働者、産業、交通、公衆衛生、通信などの専門家による国民会議の形成。法的権限を持った専門家または職人により選ばれ、直接選挙によって内閣の権限を持つ一般委員会に選出される。（この概念はコーポラティズムのイデオロギーによるもので、部分的にはカトリックの社会宣言からも派生した。）
- 労働および社会的な要求
  - 全労働者への労働時間の1労働日8時間の規制の、国家の法としての即座の施行
  - 最低賃金
  - 産業委員会の職務への労働者代表の参加
  - 産業の実行者または公共の奉仕者として、労働組合への信頼を示す（技術的および士気の価値の向上のため）
  - 鉄道および交通部門の再編成
  - 無効な保険に関する法案の見直し
  - 退職年齢を65歳から55歳に引き下げ
- 軍事的な要求
  - 特別な防衛責任を持つ短期雇用の国家的な民兵の創設
  - 軍需会社の国営化
  - 平和的だが競争的な外交政策
- 財政的な要求
  - 資本に対する強力な累進課税（集約された富の「部分没収」を予想していた）
  - 多数の貧しい人への特権や国家への負担によって構築された、宗教的な信徒団の資産の没収と、全ての主教職の廃止
  - 全ての軍事的な供給の契約の見直し
  - 全ての軍事的な契約中の利益の85パーセントの没収

## 参照
1. ↑  Dahlia S. Elazar. The making of fascism: class, state, and counter-revolution, Italy 1919-1922. Westport, Connecticut, USA: Praeger Publishers, 2001. Pp. 73
2. ↑  “Flunking Fascism 101”. WND.com. (2008年1月8日)